# Sangūnī
Sangūnī är en ort i Iran.   Den ligger i provinsen Khorasan, i den nordöstra delen av landet, 700 km öster om huvudstaden Teheran. Sangūnī ligger 1 186 meter över havet och antalet invånare är 219.
Terrängen runt Sangūnī är lite kuperad. Runt Sangūnī är det ganska tätbefolkat, med 56 invånare per kvadratkilometer. Närmaste större samhälle är Nīshābūr, 4,7 km sydost om Sangūnī. Trakten runt Sangūnī består till största delen av jordbruksmark.